# Immetalia celebensis
Immetalia celebensis là một loài bướm đêm trong họ Noctuidae.